# La Pinacoteca

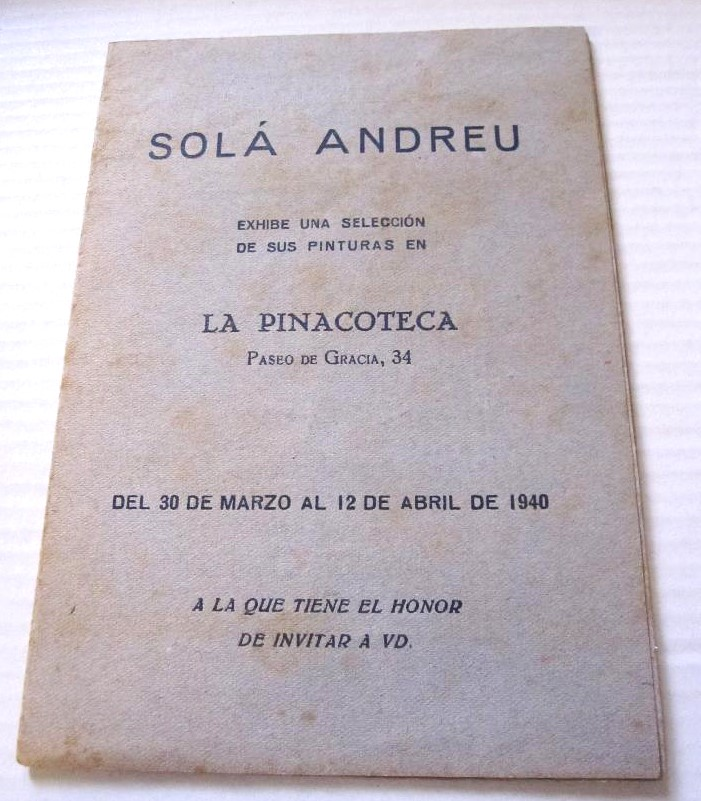
Invitació a l'exposició del pintor Josep Víctor Solà Andreu a La Pinacoteca de Barcelona, abril de 1940

La Pinacoteca va ser una galeria d'art situada al número 34 del Passeig de Gràcia de Barcelona. Va ser inaugurada l'any 1928 i tancà les portes el 2004. Durant tots aquests anys La Pinacoteca s'ha dedicat a la promoció de l'art figuratiu tant en pintura,com en escultura,i gravat, promocionant a joves artistes, que amb el temps alguns han aconseguit el reconeixement internacional.

## Orígens
Els seus orígens es remunten a l'any 1894 i aquesta estava relacionada amb una humil porteria del carrer de la Canuda. Iniciada per Gaspar Esmatges, un ebenista molt ben acreditat, va començar sent una botiga molt senzilla dedicada a marcs i a la restauració.
El 1910 el negoci va ser traslladat a la Gran Via de les Corts Catalanes número 644, fent cantonada amb el carrer Pau Claris, a un local més espaiós que va permetre ja des del 1919 presentar exposicions de pintura. Higini Garcia, home de confiança d'Esmatges, va casar-se amb la seva filla i passà, més endavant, a regentar el negoci familiar. El trasllat al Passeig de Gràcia va significar un gran salt qualitatiu i també va variar en l'aspecte que exhibia la recentment inaugurada botiga. Aquesta era molt més gran i mostrava detalls d'alta decoració, amb motllures de bronze que emmarcaven els austers rètols de la façana, tota la fina ebenisteria interior i les greques del sostre en fusta tallada i policromada. Una llum zenital ben filtrada acariciava amb suavitat la sala d'exposicions.
Els artistes del Noucentisme i els seus epígons, d'estil ben variat tot i que sempre acadèmic van marcar l'estil que des del començament va donar personalitat a la galeria,
El president Francesc Macià la va visitar. Era un espai temptador per a la tertúlia diària, inclosos els diumenges, fet que sense dubte va facilitar la simpatia d'Higini Garcia, també anomenat "Tecu". El pintor Jordi Mercadé recorda una de les moltes exposicions que van tenir lloc: la que va reunir als artistes Iu Pascual, Francesc Labarta i Jaume Mercadé i al violinista Francesc Costa i Carrera.
Francesc Serra i Dimas va ser un dels fotògrafs que va treballar per a La Pinacoteca reproduint obres dels artistes que hi exposaven.
A en "Tecu" el va succeir el seu fill Rafael Garcia i Esmatges, qui en els darrers anys també va incorporar al seu plançó, i qui va vincular els seus nets a la societat, assegurant la continuïtat de la sala. El 1940 el pare de Rafael García, soci del club de billar Barcelona situat als baixos del cinema Coliseum, el va iniciar en l'esport. Aquest va mostrar ser el primer jugador de la història que mitjançant una sola jugada va aconseguir el títol, al complir les cinc-centes caramboles. En una edició anterior havia estat molt a prop de la marca. Guanyar era un plaer per ell, però els nervis el feien patir tant que solia perdre tres quilos per partit.
El tancament definitiu de La Pinacoteca el novembre de 2004 va ser una pèssima notícia pel Passeig de Gràcia i per la ciutat de Barcelona.

## Artistes que van exposar a la galeria
- Abelló i Prat, Joan
- Acevedo, Miguel[3]
- Alorda Pérez, Ramon[4]
- Amat i Pagès, Josep (1934 i 1936)[5][6]
- Anglada Camarasa, Hermen[7]
- Anglada-Camarasa Huelin, Beatriz
- Bay Sala, Juan[8]
- Bosch i Roger, Emili[9]
- de Cabanyes i Marquès, Alexandre[10]
- Calsina i Baró, Ramon[11]
- Carles i Rosich, Domènec[12]
- Corriols i Pagès, Salvador[13]
- Cortés Casanovas, Ramon
- Chapelain-Midy, Roger[14]
- Davit, Suzanne[15]
- De Palau i Buxó, Joan[16]
- Dufy, Raoul[17]
- Durancamps i Folguera, Rafael (1932)[18]
- Garralda Alzugaray, Elías[19]
- Fernández Barrio, Jesús[20]
- Ferrer i Cabrera, Emilio[21]
- Ferrer Guasch, Vicent[22]
- Galofré Suris, Francesc[23]
- Galwey i Garcia, Enric (1929, 1930, 1931, 1932)[24]
- Goday i Casals, Josep[25]
- Güell i Cortina, Lluís Maria
- Junyent i Sans, Oleguer
- Labarta i Planas, Francesc[26]
- Laurencin, Marie[27]
- Mas i Fontdevila, Arcadi (1932)[28]
- Mercadé i Queralt, Jaume[29]
- Mercadé, Lluís[30]
- Mombrú, Josep[31]
- Morató Aragonès, Josep Maria (1979, 1988, 1992, 1997)
- Muntané Muns, Lluís[32]
- Opisso i Sala, Ricard
- Pascual i Rodés,Iu[33]
- Puigdengolas i Barella, Josep[34]
- Ribera Gómez, Francisco[35]
- Rocamora i Vidal, Manuel (1929)
- Romaguera i Valls, Gertrudis (1924)[36]
- Rosell Altimira, Antoni (1946, 1948, 1949, 1951, 1953, 1956, 1959, 1962, 1966, 1973, 1975 i 1977)[37]
- Rovira Soler, Josep
- Pascual Rodés, Iu (1928, 1929, 1931, 1932, 1933, 1934, 1935 i 1936)[38]
- Pitxot, Antoni
- Porcar Ripollés, Joan Baptista[39]
- Puertas González, Paco[40]
- Puig Perucho, Bonaventura (1933, 1935 i 1936)[41]
- Santasusagna i Santacreu, Ernest[42]
- Solà Andreu, Josep Víctor (1940)[43]
- Tur i Roig, Josep[44]
- Utrillo, Maurice
- Valdemi del Mare, Alve[6]
- Ynglada i Sallent, Pere (1934 i 1936)[45]